# Operation Finale
Operación Final (título original: Operation Finale) es un drama histórico estadounidense de 2018, dirigido por Chris Weitz y escrito por Matthew Orton. Cuenta la historia de la operación clandestina llevada a cabo en 1960 por el servicio de inteligencia israelí para capturar al antiguo oficial de las SS Adolf Eichmann y trasladarlo a Jerusalén para ser juzgado por crímenes contra la humanidad. El filme está protagonizado por Oscar Isaac, quien también participó en la producción y que encarna el papel de agente del Mosad Peter Malkin, y por Ben Kingsley, que interpreta a Eichmann. Completan el reparto Lior Raz, Mélanie Laurent, Nick Kroll y Haley Lu Richardson. La historia está basada en varias fuentes, entre las que se incluye el libro Eichmann in My Hand de Peter Malkin y Harris Stein.
La película, estrenada en los cines de Estados Unidos el 29 de agosto de 2018, fue producida por Metro-Goldwyn-Mayer y distribuida por su empresa conjunta Annapurna Pictures (ahora llamada United Artists Releasing). Recibió críticas muy variadas.

## Argumento
Después de la Segunda Guerra Mundial, el criminal nazi Adolf Eichmann desaparece; otros líderes de la Alemania nazi se suicidan con el fin de evitar ser juzgados por crímenes de guerra. Con esta situación como trasfondo, en 1954, el agente del Mosad Peter Malkin se cobra por error la vida de la persona equivocada mientras persigue a un criminal de guerra nazi en Austria, lo que daña su reputación.
En Buenos Aires, en 1960, Silvia Hermann trata de conquistar a Klaus, el hijo de Adolf Eichmann. Durante una cena con el padre de esta, cuyo nombre es Lothar y es alemán de origen judío, Klaus no oculta su desprecio hacia los judíos, y dice que su padre murió en la guerra. Lothar empieza a sospechar, por lo que comunica su nombre al Mosad en Tel Aviv, Israel. El agente Zvi Aharoni es entonces enviado a Buenos Aires para comenzar el reconocimiento. Klaus lleva a Silvia a una reunión que resulta ser un encuentro neonazi, presidido por Carlos Fuldner y al que también asiste Eichmann. Cuando los invitados empiezan a corear Sieg Heil, Silvia se marcha inmediatamente.
En calidad ahora de agente colaboradora del Mosad y con el pretexto de una reconciliación con Klaus, Silvia acude a conocer a la familia Eichmann a su casa. Pero se produce una discusión entre Silvia y Klaus, lo que provoca que Eichmann, quien vive bajo la identidad falsa de Ricardo Klement y se hace pasar por el tío de Klaus, intervenga. Tras esto y por error, Klaus se refiere a él como su padre y Eichmann es entonces fotografiado por un agente del Mosad. Esta acción no pasa desapercibida para Eichmann, quien además se da cuenta de que dibuja un retrato robot de él.
El equipo del Mosad utiliza las pruebas obtenidas en la reunión para confirmar la identidad de Eichmann y planificar su captura. En concreto, su plan consiste en disfrazarse de tripulantes de la aerolínea El Al y en montar a Eichmann, sedado, en un avión. Peter y su exnovia Hanna, médica de profesión, son incluidos en el equipo con el objetivo de mantener a Eichamnn sedado durante el viaje. Se organizan y logran capturar a Eichmann en las inmediaciones de su casa. Mientras que sus amigos y familiares tratan de averiguar si su desaparición se debe a que alguien ha descubierto su verdadera identidad, Eichmann confirma a sus captores quién es realmente. Los agentes se enteran a su vez de que su viaje de regreso a Israel se ha retrasado diez días. Además son informados de que la aerolínea no está dispuesta a transportar a Eichmann a no ser que él mismo firme una declaración jurada donde se estipule que viajará de forma voluntaria, algo a lo que él se resiste porque no cree que vaya a tener un juicio justo. El interrogador del equipo no logra sonsacarle información, lo que aumenta la tensión entre los miembros del equipo y provoca que algunos quieran matar a Eichmann. Peter consigue finalmente la firma de Eichmann, para lo cual le cuenta que su hermana Fruma y los tres hijos de esta murieron durante el Holocausto. Eichmann, por su parte, le asegura que desconocía el exterminio de judíos y que su trabajo se limitaba a ser responsable de logística y a cumplir órdenes.
Hasta el momento en que el avión emprende el viaje de vuelta y mientras esperan a que se produzca la capitulación de Eichmann, Klaus y la policía concentran sus esfuerzos en investigar la desaparición de Eichmann. Distribuyen para ello el retrato del operativo al público. Tras realizar un pago con dólares estadounidenses en vez de con pesos argentinos, una de los contactos locales del Mosad es capturada y torturada hasta que revela la ubicación del piso franco. Mientras el equipo del Mosad se prepara para retirarse, Eichmann se quita la máscara y le hace partícipe a Peter del horror de haber presenciado el asesinato de 5.000 judíos en una fosa a manos de los «Einsatzgruppen». Al mismo tiempo y sin mostrar un ápice de compasión se pregunta en voz alta si una mujer que le había rogado que salvase a su bebé sería la hermana de Peter.
Con los nazis y la policía al acecho, el resto del equipo es forzado a alterar drásticamente su plan de huida, lo que provoca el abandono de dos operativos. La policía también confisca los permisos de aterrizaje del avión, reteniéndolo en tierra. Peter, de hecho, entrega en mano una copia del permiso de control de tráfico aéreo y, al ver a la policía acercarse, ordena que el avión despegue sin él.
Ya en Israel, todos los operativos se reúnen en el juicio de Eichmann, que fue retransmitido a nivel mundial. El epílogo de la película revela que Eichmann fue declarado culpable y ahorcado en 1962. El testimonio que los supervivientes prestaron durante el juicio constituyó la primera ocasión en que el mundo escuchó acerca de la máquina de exterminio nazi. Por lo que respecta a Peter, tuvo una larga y exitosa vida hasta su fallecimiento en 2005.

## Reparto
| - Oscar Isaac como Peter Malkin - Ben Kingsley como Adolf Eichmann - Mélanie Laurent como Hanna Elian (basado en Yonah Elian) - Lior Raz como Isser Harel - Nick Kroll como Rafi Eitan - Michael Aronov como Zvi Aharoni - Haley Lu Richardson como Silvia Hermann - Joe Alwyn como Klaus Eichmann | - Michael Benjamin Hernandez como Dani Shalom - Greg Hill como Moshe Tabor - Ohad Knoller como Ephraim Ilian - Torben Liebrecht como Yaakov Gat - Simon Russell Beale como David Ben-Gurion - Pêpê Rapazote como Carlos Fuldner - Greta Scacchi como Vera Eichman - Peter Strauss como Lothar Hermann |

## Producción
El 16 de noviembre de 2015 se anunció que Metro-Goldwyn-Mayer había comprado un guion especulativo sin título de Matthew Orton sobre el equipo que encontró y capturó a Adolf Eichmann. Brian-Kavanaugh-Jones coprodujo la película por medio de su compañía productora Automatik. Unos meses después, el 24 de febrero de 2016, trascendió que Chris Weitz estaba negociando la posibilidad de dirigir la película.
En marzo de 2017 se cerró el acuerdo en virtud del cual Oscar Isaac, coproductor y estrella de la película, encarnaría a Peter Malkin. A Chris Weitz se le asignó la tarea de director.En junio Ben Kingsley obtuvo el papel de Adolf Eichmann. En agosto Lior Raz se unió a la producción y en septiembre Mélanie Laurent, Nick Kroll, Joe Alwyn, Michael Aronov y Haley Lu Richardson fueron elegidos para formar parte del rodaje, cuyo comienzo se fijó el 1 de octubre en Argentina. El reparto se completó el 12 de octubre y el rodaje empezó en Argentina.Peter Strauss se incorporó al reparto el 30 de noviembre.
En las primeras escenas de la película se incluye un fragmento de Imitation of Life, un filme de 1959, dirigido por Douglass Sirk, en el que tiene un papel la actriz Susan Kohner, la madre de Chris Weitz, director de dicha película.

## Estreno
Aunque el estreno de la película Operation Finale en Estados Unidos estaba originalmente previsto para el 14 de septiembre de 2018, en julio de 2018 se adelantó el lanzamiento al 29 de agosto de ese mismo año debido a los buenos resultados que tuvieron las proyecciones de prueba y para evitar así que coincidiese con otros estrenos en el mes de septiembre.La película se distribuyó fuera de los Estados Unidos el 3 de octubre de 2018 por medio de la plataforma Netflix y, posteriormente, se añadió a Netflix US en febrero de 2021.
Universal Pictures Home Entertainment distribuyó la película en Blu-ray y Digital HD el 4 de diciembre de 2018.

## Recepción

### Recaudación
En los Estados Unidos, se preveía que Operation Finale recaudaría entre $8 y $10 millones de 1.810 cines durante su fin de semana de apertura de cuatro días en el Día del Trabajo. La película recaudó $1 millón en su primer día y $725,891 en el segundo. Llegó a recaudar $6 millones de viernes a domingo, con un total de fin de semana de cuatro días de $7.8 millones y un total de seis días de $9.5 millones, terminando en quinto lugar en la taquilla. En su segundo fin de semana, la película cayó un 50% a $3 millones, terminando en octavo lugar.

### Críticas
En cuanto a la respuesta crítica, A. O. Scott hizo una reseña positiva en The New York Times «Es una historia que merece la pena ser contada, narrada bastante bien, con virtudes evidentes y limitaciones obvias. Los espectadores que la vean por un sentido de deber encontrarán un cierto placer en el tratamiento. Llámenlo la banalidad del bien».
Thane Rosenbaum de CNN, la calificó de «finamente dirigida» y «un thriller de espías no ordinario», señalando que la operación israelí seguramente influyó en las películas de espionaje durante la Guerra Fría, y considera sorprendente que haya recibido tan «poca atención cinematográfica... hasta ahora». Rosenbaum señala que, al presentar a Eichmann de manera humanizada en lugar de monstruosa, la película adopta la premisa de la banalidad del mal de Hannah Arendt.
En su reseña para The Hollywood Reporter, John DeFore calificó a la película como «un animado thriller histórico» y escribió: «Aunque es poco probable que entre en el panteón como un verdadero golpe de efecto (el contrabando de humanos en Argo fue más emocionante; el relato de la venganza de Munich, más conmovedor) o como un escaparate para juegos mentales con el pasado, el drama se beneficia de un elenco sólido y puede reemplazar fácilmente a La caza de Eichmann (The Man Who Captured Eichmann) de 1996, en cuanto se presenta como una dramatización de referencia de este episodio».
En el compilador de reseñas Rotten Tomatoes, la película tiene una calificación de aprobación del 61%, basada en 135 reseñas, con una calificación promedio de 6/10. El consenso crítico del sitio web dice: «Operation Finale tiene buenas intenciones, está bien actuada y en general es entretenida, incluso si su profundidad y complejidad de los eventos reales representados pueden perderse un poco en su dramatización». En Metacritic, la película tiene una puntuación promedio de 58 sobre 100, basada en 33 críticos, lo que indica "reseñas mixtas o promedio". El público encuestado por CinemaScore le dio a la película una calificación promedio de "A−" en una escala de A+ a F, mientras que PostTrak informó que los espectadores le dieron una calificación positiva del 86% y un 65% de "recomendación definitiva".
Metacritic le ha dado a la película una puntuación de 58 de 100, basada en 33 reseñas, indicando "reseñas mixtas". Las audiencias encuestadas por CinemaScore le han dado a la película una "A-" en una escala de A+ a F, mientras que en el sitio IMDb los usuarios le han dado una calificación de 6.5/10, sobre la base de 11 077 votos.